# Gruta de Lourdes (Puerto Rico)
La Gruta de Lourdes en Trujillo Alto, Puerto Rico es un Santuario Mariano fundado en 1925, y construido en agradecimiento de un favor concedido a los fundadores originales en el santuario matriz en Lourdes, Francia.

## Historia
Los fundadores originales de la Gruta de Lourdes fueron Ángel Rivero Méndez y Manuela Boneta Babel, nacida en San Juan. Ángel Rivero nació en 1856 en Trujillo Bajo (hoy día Carolina), hijo de canarios (isleños). El 16 de octubre de 1882 se casan en la catedral de San Juan. También en 1882 Rivero comenzó su carrera militar en el ejército español. Ascendido a capitán en 1896, participó en la guerra hispanoamericana en el 1898.

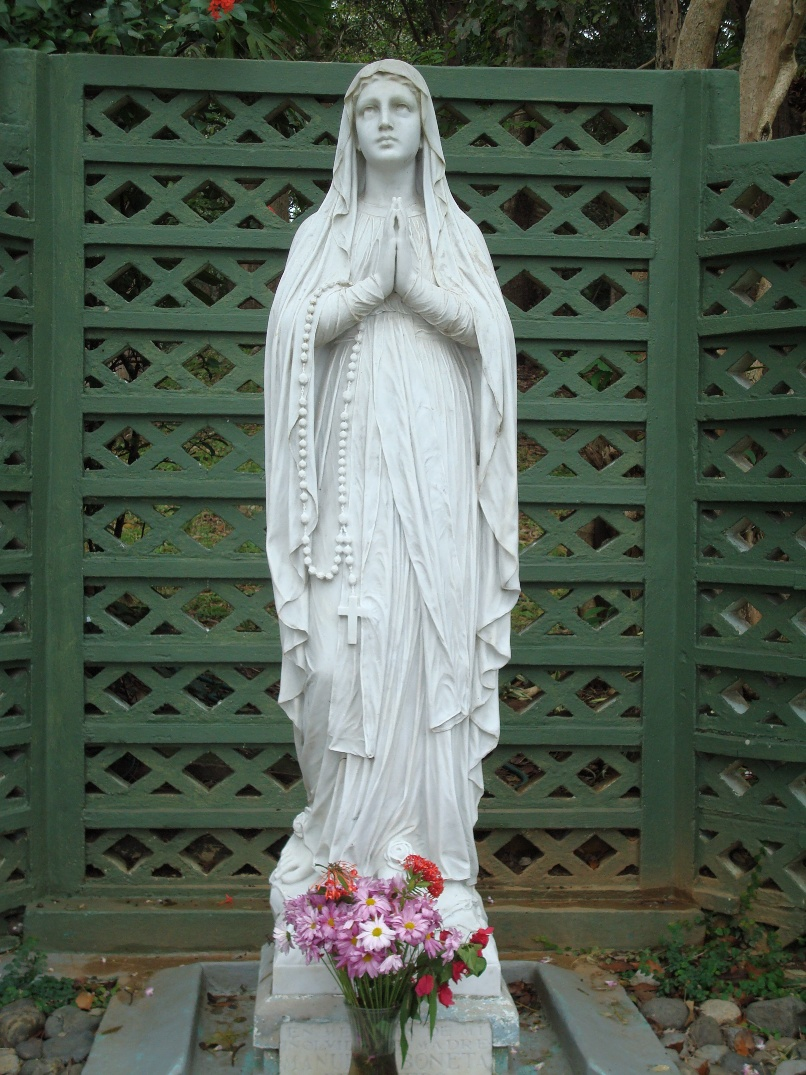
Estatua de la Virgen María en la entrada a la Gruta de Lourdes.

Encargado de la artillería del Fuerte San Cristóbal, el 10 de mayo de 1898, bajo sus órdenes se dispara el primer disparo por parte de los españoles a los barcos que bombardeaban a San Juan. Cuando ocurre el cambio de soberanía es a él que le encargan de entregar las instalaciones de San Juan a los norteamericanos en diciembre de 1898.
Años después de la guerra hispanoamericana, en el 1922, Rivero fue con su esposa a España para editar su libro Crónica de la Guerra Hispanoamericana en Puerto Rico. También durante este tiempo, visitaron el Santuario de Lourdes, en Francia. Manuela, que sufría de bocio, recibió una gracia muy especial. Rivero escribió un librito que dedica a su esposa y que titula Recuerdo de mi visita a Lourdes.
Al regresar a Puerto Rico la pareja propone erigir una ermita bajo la advocación de Nuestra Señora de Lourdes, y donan su propiedad de 8 cuerdas, en la finca "Villa Manuela" del barrio Las Cuevas en Trujillo Alto a la iglesia.
Cedieron la finca, por escritura pública, al Seminario Conciliar de San Ildefonso. La condición era que se venerara a la Virgen bajo su advocación de Lourdes perpetuamente en este lugar.
El Santuario Mariano de la Gruta de Lourdes fue inaugurado el 6 de enero de 1925.

## Ermita

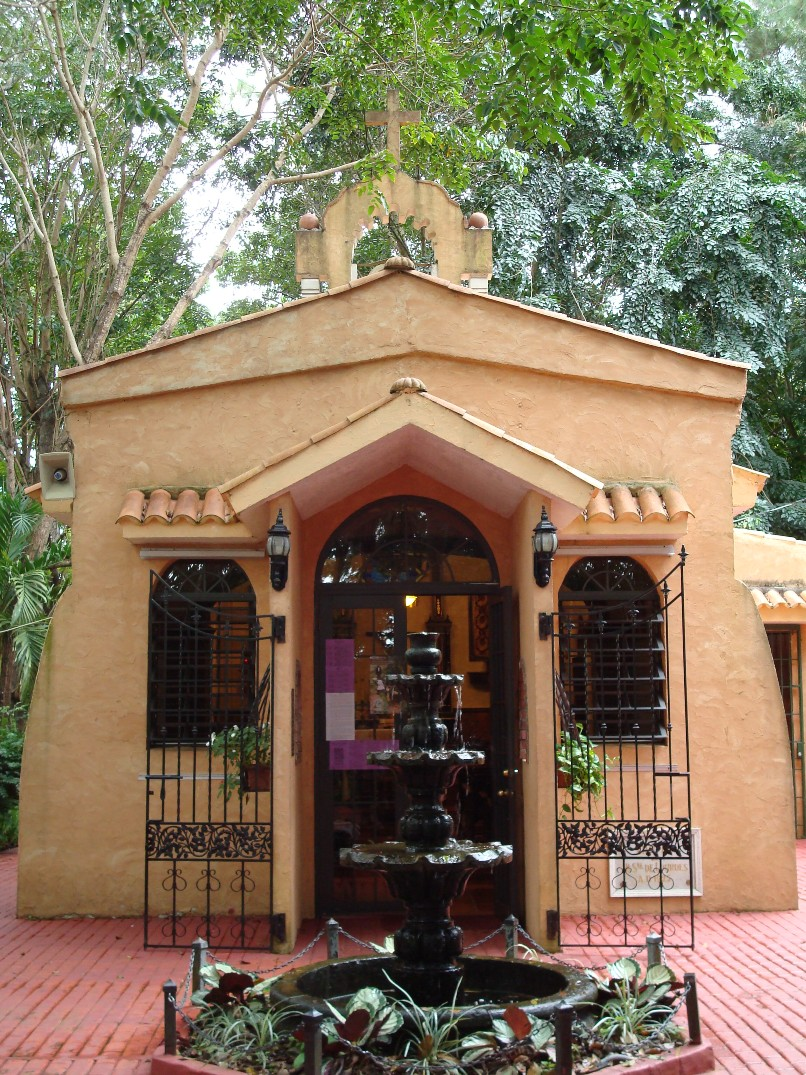
Ermita en la Gruta de Lourdes
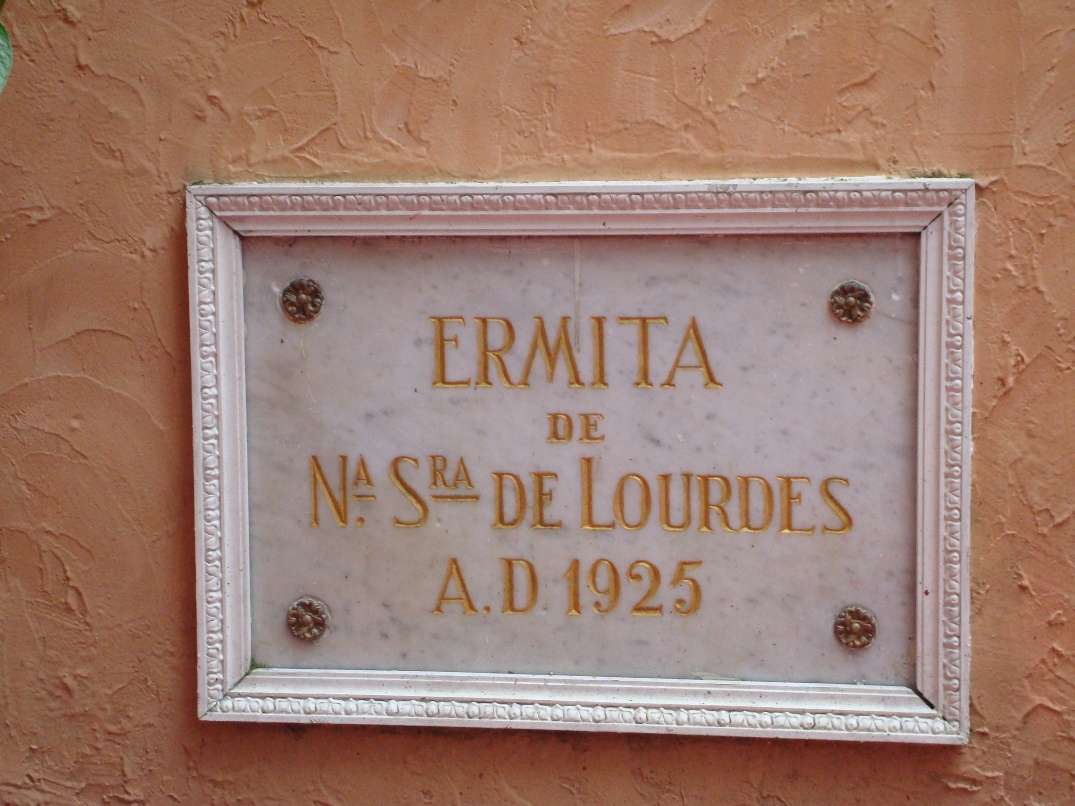
Placa en la Ermita de la Gruta de Lourdes
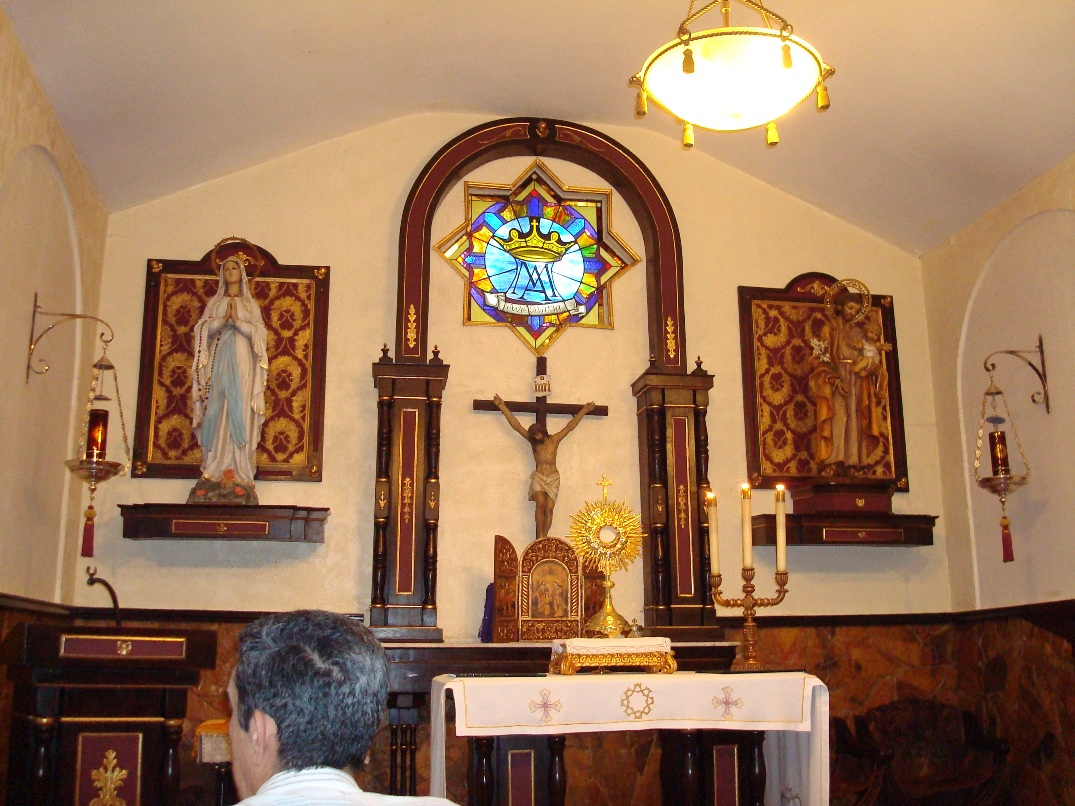
Altar en la Ermita de la Gruta de Lourdes

## La Gruta de Lourdes

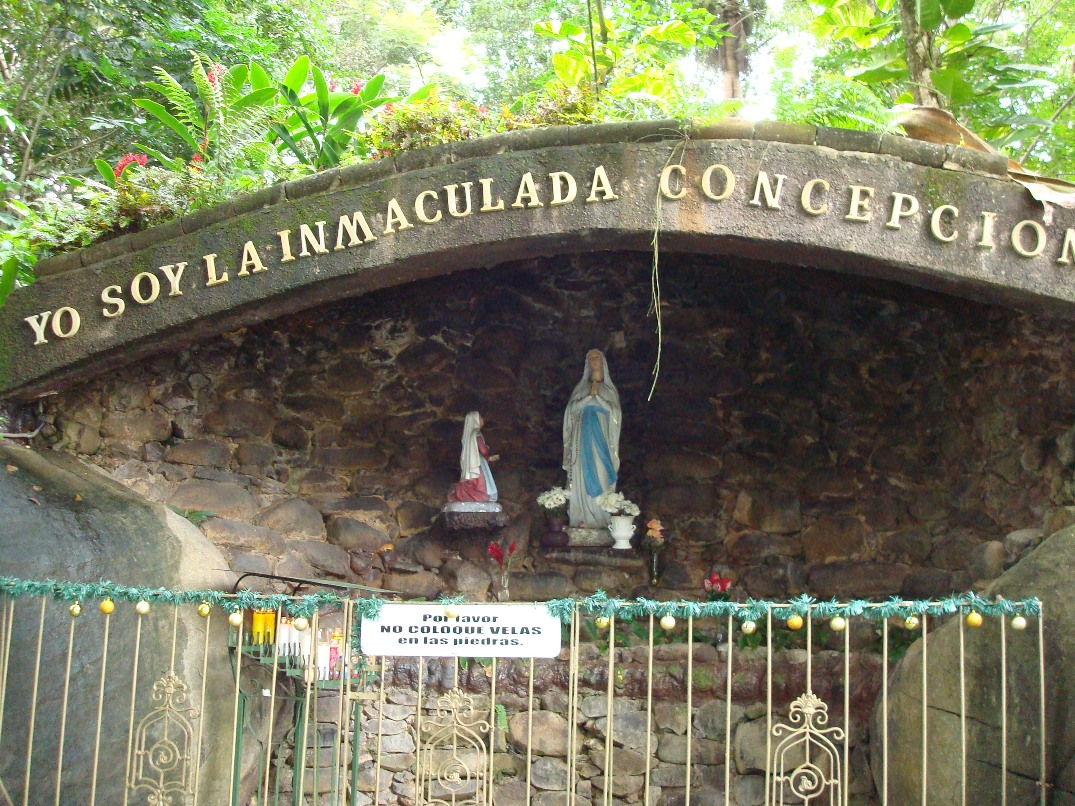
La Gruta de Lourdes
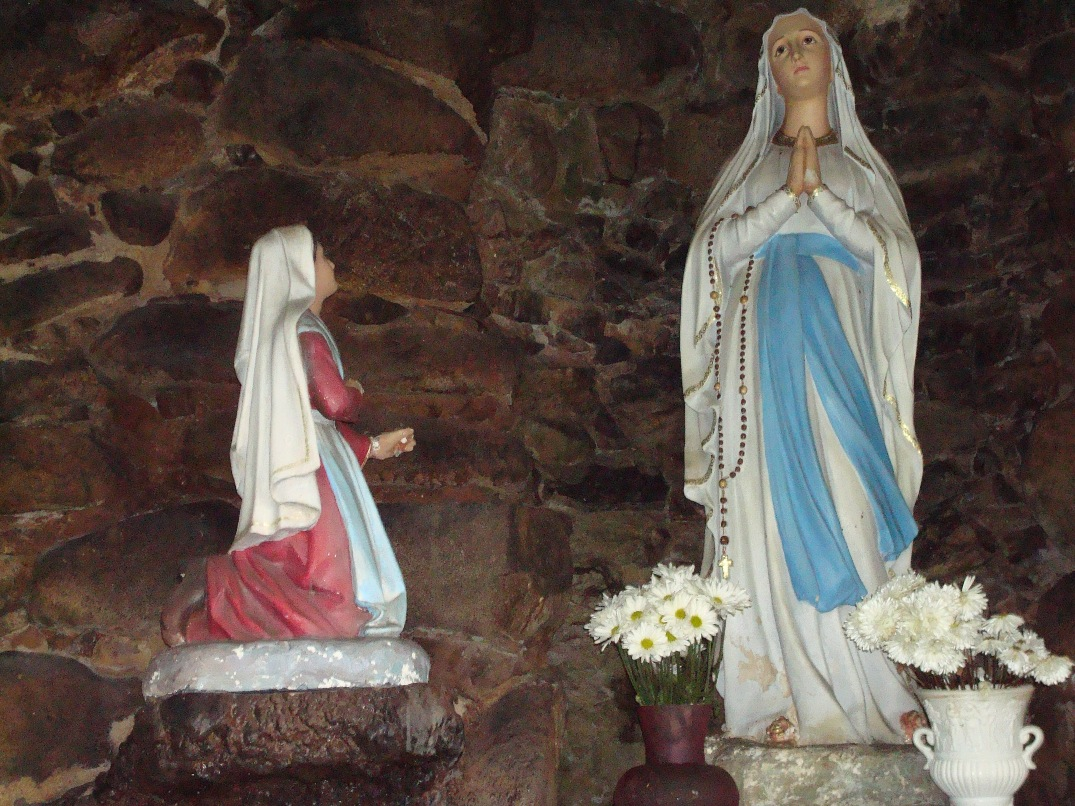
Closeup de La Gruta de Lourdes